# 人昌押

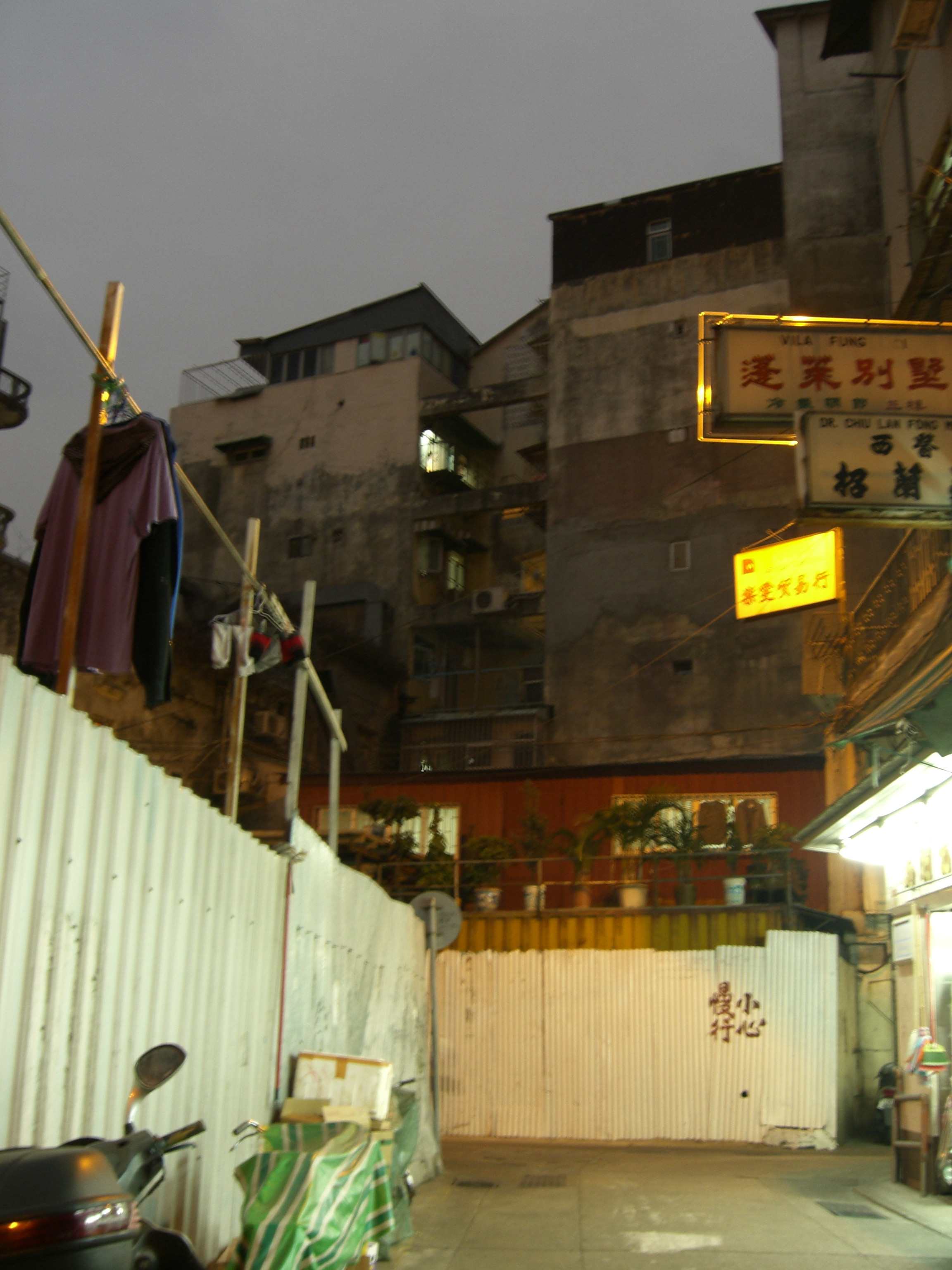
人昌押舊址，現已被拆卸

人昌押（葡萄牙語：Casa de Penhores Yan Cheong）位於澳門內港道德巷（深巷橫街）3號，原為一座建於清朝末年的七層高當鋪，在1992年曾被列入澳門文物名錄內。該當鋪於2000年8月31日凌晨發生大火，七層當樓被完全燒燬及通頂，幸未造成傷亡。後來當局堪察當樓後證實已無法重修，隨即將當鋪從保護名單中除名，並拆卸。

## 沿革
人昌押乃建於清同治四年（1865年），是昔日澳門富商何老貴的物業，由於所建位置面臨白眼塘，故白眼塘在未填平前曾一度被稱為「人昌押護池」。該當鋪在二十世紀中葉前結業，之後便一直丟空，但有傳有不少癮君子在當樓內留宿和吸毒。1992年11月18日，澳門文化司署將當鋪列入澳門文物名錄中的「評定為具建築藝術價值之建築物名單」類別。2000年3月，澳門文物關注協會曾到此處進行考察，認為是建築藝術的代表作之一。

## 建築特色

被拆卸前的人昌押

當鋪為一座碉堡形建築，頂樓呈「凸」字形，其繞邊和屋頂均以瓦片鋪砌。為起防盜作用，當樓外牆用磚塊以密封式建成，僅在頂層和面向蓬萊新巷一邊的中層設通風口。面向道德巷的一邊在第五層以右位置寫有「人昌押」的牌匾，內部各層則用木樁搭建而成，底層並有裙樓。

## 大火及拆卸

### 發生
2000年8月31日凌晨12時許，附近居民發現當鋪的通風口有濃煙冒出，遂即報警求助。消防隊到場後發現當樓地下至五樓已陷入火海，並即時從火場外圍射水，並疏散附近大廈的住客。由於當樓的密封設計阻礙灌救，至1時30分當樓被燒通頂，消防隊遂再拖喉往對面濠江酒店和隔鄰頤園大廈向火場灌救，至清晨3時控制火勢，並於早上完全撲滅。
火警發生後，當樓完全被燒通頂，內部全部坍塌，只剩外牆，從當樓頂層可直接看通底層，而起火當時並沒有人在當樓內留宿。由於擔心當樓會有倒塌危險，有關當局封鎖附近街道。警方指大火是因為有人遺下火種。
後來當樓外牆開始出現裂隙，有關當局則再到當樓堪察，惟證實已無法重修，並在保護名單將當鋪除名，並批准拆卸。

### 批評
大火的發生引來文化界批評，指澳門政府對文物的保護不力。由澳葡時期到澳門回歸後，官方都是以維修葡式建築為主，而且大都只是外部修飾，但很少處理中式建築，導致很多中式古建築不時出現倒塌，故當時的文物保護政策一直備受抨擊。加上大火發生前的一個多星期發生柿山哪吒廟簷篷倒塌事件，人昌押的除名和拆卸更進一步揭示了當時文物保護政策的缺失，並引起各界對文物保護的關注，也有聲音要求改善法例。不過澳門文化局回應指有關文物的業主不配合，才不能進行修繕和維護。
後來當局把當鋪被拆的部件保存，不過保存的意義和作用也受到質疑。

## 備註
1. ↑  根據1960年《澳門工商年鑑》（大眾報出版）記載，人昌押並未列在當鋪名單內，故推斷在1960年前歇業。
2. ↑  澳門回歸後改稱為澳門文化局。
3. ↑   註:

- 上文所提及的時間均以UTC+8時區為準。

## 外部連結
- 澳門文物知多少 - 道德巷3號當鋪